# Heer & Meester (film)
Heer & Meester: de Film is een Nederlandse telefilm uit 2018 van Pollo de Pimentel en vormt het slotstuk van de seizoenen 1 en 2 van de televisieserie Heer & Meester.
Tijdens de televisie-uitzending op 29 december 2018 keken er 887.000 mensen naar de film.

## Verhaal
De welgestelde Valentijn Rixtus Bentinck (Daan Schuurmans) is gestopt als privédetective en heeft ook de zoektocht naar zijn verleden gestaakt. Maar dan vindt er een incident plaats op een camping in de duinen bij Den Haag. Vele campinggasten zijn door een mysterieus virus in coma geraakt. Officier van justitie Floor van Nijevelt Guljé (Sophie van Winden) krijgt door dat een bedrijf allemaal schuilkelders opkoopt. Dit is het bedrijf waar Valentijn, op papier, eigenaar van is. Ze gaat op onderzoek uit, maar niet veel later blijkt ze spoorloos verdwenen. Valentijn besluit toch weer de rol van privédetective op zich te nemen en zijn onderzoek leidt hem naar Italië. Daar stuit hij op een complot dat persoonlijker is dan hij had kunnen vermoeden.

## Rolverdeling
| Acteur            | Rol                                 |
| ----------------- | ----------------------------------- |
| Daan Schuurmans   | Valentijn Rixtus Bentinck           |
| Sophie van Winden | Florence "Floor" van Nijevelt Guljé |
| Hubert Fermin     | Leo Coops                           |
| Ferdi Stofmeel    | Richard Frensdorf                   |
| Mark Rietman      | Harald de Vries                     |
| Azra Akin         | Aysla                               |
| Karel Deruwe      | Alessandro Visconti                 |
| Dirk Roofthooft   | Reinhard Boden                      |
| Robert de Hoog    | Danny Torenaar                      |
| Damian Hollander  | jonge Valentijn                     |
| Bram Doeleman     | voetballertje camping               |

## Trivia
- Alhoewel Jochum ten Haaf en Mischa Alexander het scenario schreven zouden scenarioschrijvers Bert Bouma en Eva Castillo-Aben de eerste versies hebben geschreven.[2]
- Ondanks dat een deel van het verhaal zich afspeelt in Italië (Turijn en Vovogna), zijn de binnenopnames van de locaties opgenomen in Nederland: Forteiland in IJmuiden en Sociëteit de Witte in Den Haag.